# Fluminimaggiore
Fluminimaggiore település Olaszországban, Szardínia régióban, Carbonia-Iglesias megyében. Lakosainak száma 2639 fő (2023. január 1.). Fluminimaggiore Arbus, Buggerru, Gonnosfanadiga, Domusnovas és Iglesias községekkel határos.

## Népesség
A település lakossága az elmúlt években az alábbi módon változott:
| Lakosok száma | 2880 | 3026 | 2639 |
|               | 2017 | 2018 | 2023 |